# Státní znak Francie
Státní znak Francie jako oficiální symbol státu neexistuje. Jediným oficiálním symbolem státu je trikolóra. Ale například na francouzských konzulátech a pasech je možno spatřit neoficiální státní znak. Tento „znak“ je neoficiálním symbolem Francie od roku 1953, ačkoli nemá žádný právní status jako oficiální znak. Objevuje se na obálce francouzských pasů a byl původně přijat francouzským ministerstvem zahraničních věcí jako symbol pro použití diplomatických a konzulárních misí v roce 1912 s použitím designu vypracovaného sochařem Julesem-Clémentem Kaplanen. Znak je spíše emblémem, jelikož nerespektuje heraldická pravidla.
Znak se skládá z těchto částí:
- Široký štít – na jednom konci lví hlavou a na druhé straně orlí hlavou, nesoucí monogram „RF“ = République Française (Francouzská republika).
- Vavřínová větévka – symbolizující vítězství republiky.
- Dubové větve – symbolizující moudrost.
- Fasces – symbol spojený s justičními orgány. Svazek prutů, převázaných červenými řemínky, z nichž vyniká sekera (znak úředníků starověké Říše Římské).

## Historie francouzského znaku

Znak za vlády původních Kapetovců (před rokem 1376, tzv. France Ancien)
Znak znázorňující personální unii Francie a Navarry v letech 1305–1328, znak za vlády původních Kapetovců
Tzv. France Moderne, znak za vlády Kapetovců, větev Valois, používán 1376–1589
Střední verze předchozího znaku (za vlády dynastie Valois, 1376–1589. Znak je doplněn štítonoši (andělé) a je kolem něj obtočen Řád svatého Michala
Velký znak za vlády dynastie Bourbonů (větev Kapetovců), používán 1589–1789. Obsahuje znaky Francouzského a Navarrského království značící opětovnou personální unii těchto dvou zemí a anděly jako štítonoše (kteří navíc drží vlajky obou zemí). Kolem obou znaků je obtočen Řád svatého Michala a Řád sv. Ducha. Celý tento znak je položen na modrý královský plášť posetý zlatými liliemi. Na vrcholu pláště je fr. královská koruna
Malý znak za vlády dynastie Bourbonů (větev Kapetovců), používán (1589–1789). Také značící personální unii Francie a Navarry a doplněný o řády sv. Michala a sv. Ducha. Existoval také samostatný znak Francie a také střední verze, doplněná o štítonoše (anděly)
Státní znak za Napoleona, během existence tzv. prvního Francouzského císařství, používán 1804–1815
Znak užívaný během restaurace Bourbonů (1815–1830)
Velký královský znak užívaný během restaurace Bourbonů, dodnes je používán jako znak francouzské větve rodu Bourbonů
Znak Francie během tzv. Červencové monarchie, používaný také jako velký znak dynastie Bourbon-Orléans, užíván 1830–1831
Znak během tzv. Červencové monarchie, užíván 1831–1848
Státní znak během existence tzv. druhého Francouzského císařství, užíván 1852–1871
Neoficiální znak Philippe Pétaina, šéfa vlády ve Vichy, motto Travail, Famille, Patrie (práce, rodina, vlast). Francisque byl pouze Pétainův osobní znak, ale byl také postupně použit režimem jako neformální emblém na oficiálních dokumentech.
Neoficiální znak vytvořený pro Třetí republiku tvořený svazkem fasces s vavřínovou a dubovou větví, francouzskými vlajkami a řádem Čestné legie
Neoficiální znak Třetí republiky v letech 1905–1953 tvořený svazkem fasces na vavřínové a dubové větvi s řádem Čestné legie
Neformální znak z roku 1912, používaný na francouzských cestovních pasech